# Cholargos
Cholargos, Holargos, Kholargos (Χολαργός) este un oraș în Grecia.
- Area: 9 km²
- Locație: 37.999 (37°59'53') N, 23.793 (23°47'33') E
- Altitudine: 200, 210 (cen.), 220 m
- Cod oștal: 153 xx

## Populație
| An   | Populație | Densitate    |
| ---- | --------- | ------------ |
| 1981 | 31 703    | 7 900,75/km² |
| 1991 | 33 691    | 8 422,75/km² |